# Sokolniki Małe (gromada)
Sokolniki Małe – dawna gromada, czyli najmniejsza jednostka podziału terytorialnego Polskiej Rzeczypospolitej Ludowej w latach 1954–1972.
Gromady, z gromadzkimi radami narodowymi (GRN) jako organami władzy najniższego stopnia na wsi, funkcjonowały od reformy reorganizującej administrację wiejską przeprowadzonej jesienią 1954 do momentu ich zniesienia z dniem 1 stycznia 1973, tym samym wypierając organizację gminną w latach 1954–1972.
Gromadę Sokolniki Małe z siedzibą GRN we Sokolnikach Małych utworzono – jako jedną z 8759 gromad na obszarze Polski – w powiecie szamotulskim w woj. poznańskim, na mocy uchwały nr 35/54 WRN w Poznaniu z dnia 5 października 1954. W skład jednostki weszły obszary dotychczasowych gromad Komorowo (bez reszty Jeziora Bytyńskiego) i Sokolniki oraz miejscowość Kopanina z dotychczasowej gromady Kopanina ze zniesionej gminy Kaźmierz, a także obszar dotychczasowej gromady Wierzchaczewo ze zniesionej gminy Otorowo w tymże powiecie. Dla gromady ustalono 9 członków gromadzkiej rady narodowej.
Gromadę zniesiono 1 stycznia 1958, a jej obszar włączono do gromad: Otorowo (miejscowości Pólko i Wierzchaczewo) i Kaźmierz (miejscowości Komorowo, Kopanina, Sokolniki Małe i Sokolniki Wielkie) w tymże powiecie.